# Vertical Entertainment
Vertical es una empresa estadounidense de producción y distribución de películas propiedad de Arc Entertainment LLC fundada por los productores Richard B. "Rich" Goldberg y Mitch Budin en 2012. 

## Historia
En 2012, Rich Goldberg y Mitch Budin fundaron Vertical, una empresa de distribución de películas que estrena películas en cines, a través de vídeo bajo demanda y a través de medios domésticos.  En mayo de 2013, Vertical anunció sus planes de estrenar 24 películas por año, a partir del mismo año. La compañía ha colaborado con XYZ Films en películas, incluidas Holidays, Under the Shadow y Headshot .   

Logotipo utilizado de 2012 a 2023.

En noviembre de 2019, se anunció que Vertical lanzaría una división de distribución en el Reino Unido. 